# Stade du Clos Gastel
Stade du Clos Gastel – stadion piłkarski w Dinan, we Francji. Obiekt może pomieścić 1971 widzów. Swoje spotkania rozgrywają na nim piłkarze klubu Dinan Léhon FC. W 2018 roku obiekt był jedną z aren 9. edycji piłkarskich Mistrzostw Świata U-20 kobiet. Rozegrano na nim sześć spotkań fazy grupowej tego turnieju.